# Карпушівка
Карпушівка (біл. вёска Карпушоўка) — село в складі Крупського району Мінської області, Білорусь. Село підпорядковане Крупській сільській раді, розташоване в східній частині області.